# Atropellis pinicola
Atropellis pinicola är en svampart som beskrevs av Zeller & Goodd. 1930. Atropellis pinicola ingår i släktet Atropellis och familjen Dermateaceae.   Inga underarter finns listade i Catalogue of Life.